# Луций Корнелий Пузион
Луций Корнелий Пузион (на латински: Lucius Cornelius Pusio) е политик и сенатор по времето на императорите Нерон и Веспасиан.
От 54 до 56 г. е командир на легион. В началните години на император Веспасиан той става суфектконсул. Годината не е известна.
Неговият син Луций Корнелий Пузион Аний Месала е суфектконсул през 90 г.